# برناردینو لوئینی
برناردینو لوئینی (به ایتالیایی: Bernardino Luini) (حدود ۱۴۸۰ — ۱۵۳۲) نقاش ایتالیایی و اهل لومباردی بود. او از برجسته‌ترین پیروان لئوناردو دا وینچی بود که سبک او را به‌طور گسترده بکار گرفت.
کارهای نخستین او (پیش از ۱۵۱۰) شامل تزئین‌های فرسکو با موضوع اسطوره‌های کلاسیک و نمونه‌هایی از مکتب لومباردی بودند. لوئینی به زودی تحت تأثیر لئوناردو دا وینچی قرار گرفت و این تأثیر در آخرین کارهای او نیز مشهود است.

## نگارخانه

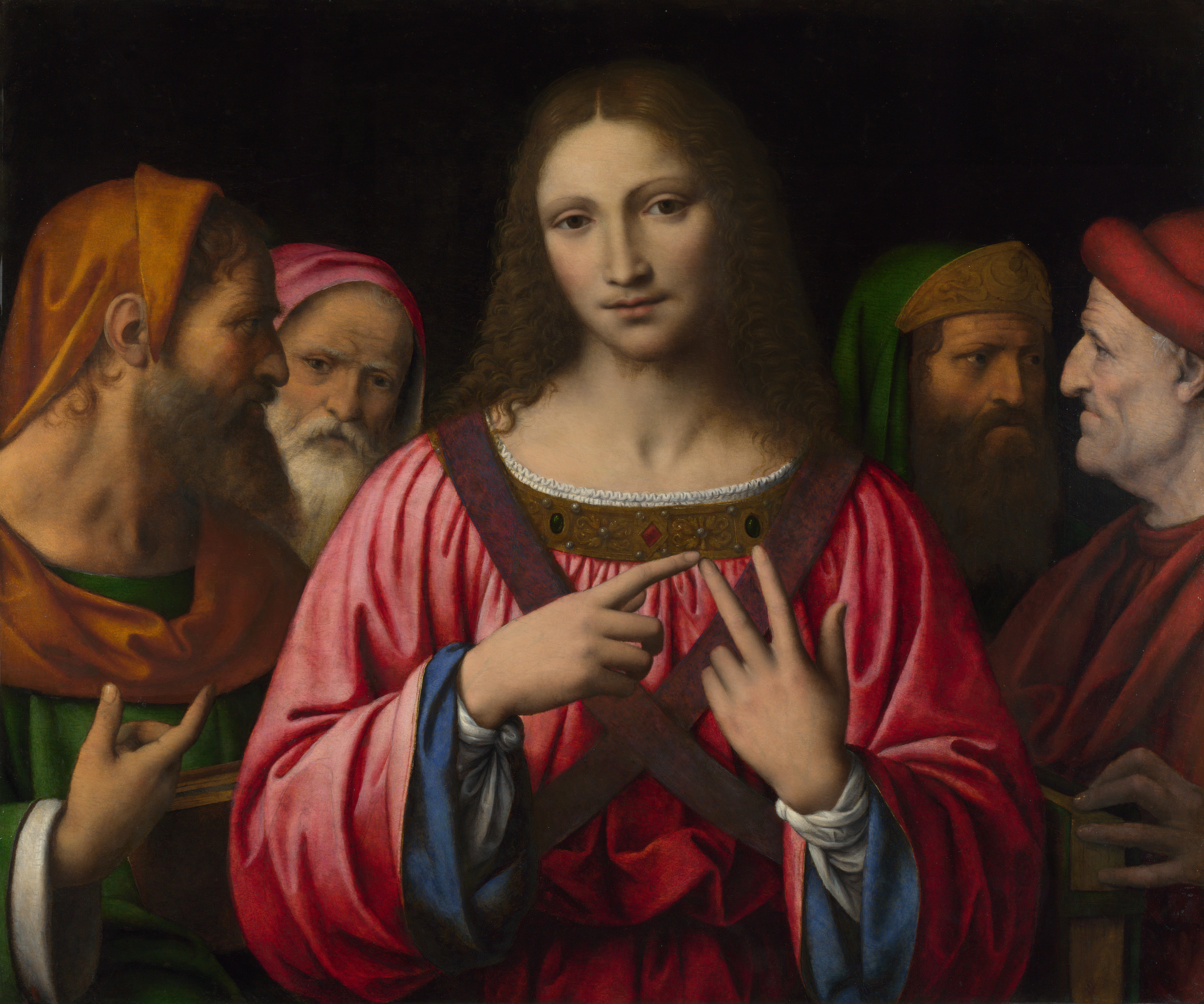
مسیح در بین پزشکان بین ۱۵۱۵ تا ۱۵۳۰ م. نگارخانه ملی لندن
تک‌چهرهٔ یک زن ۱۵۱۵ م. نگارخانه ملی هنر آمریکا
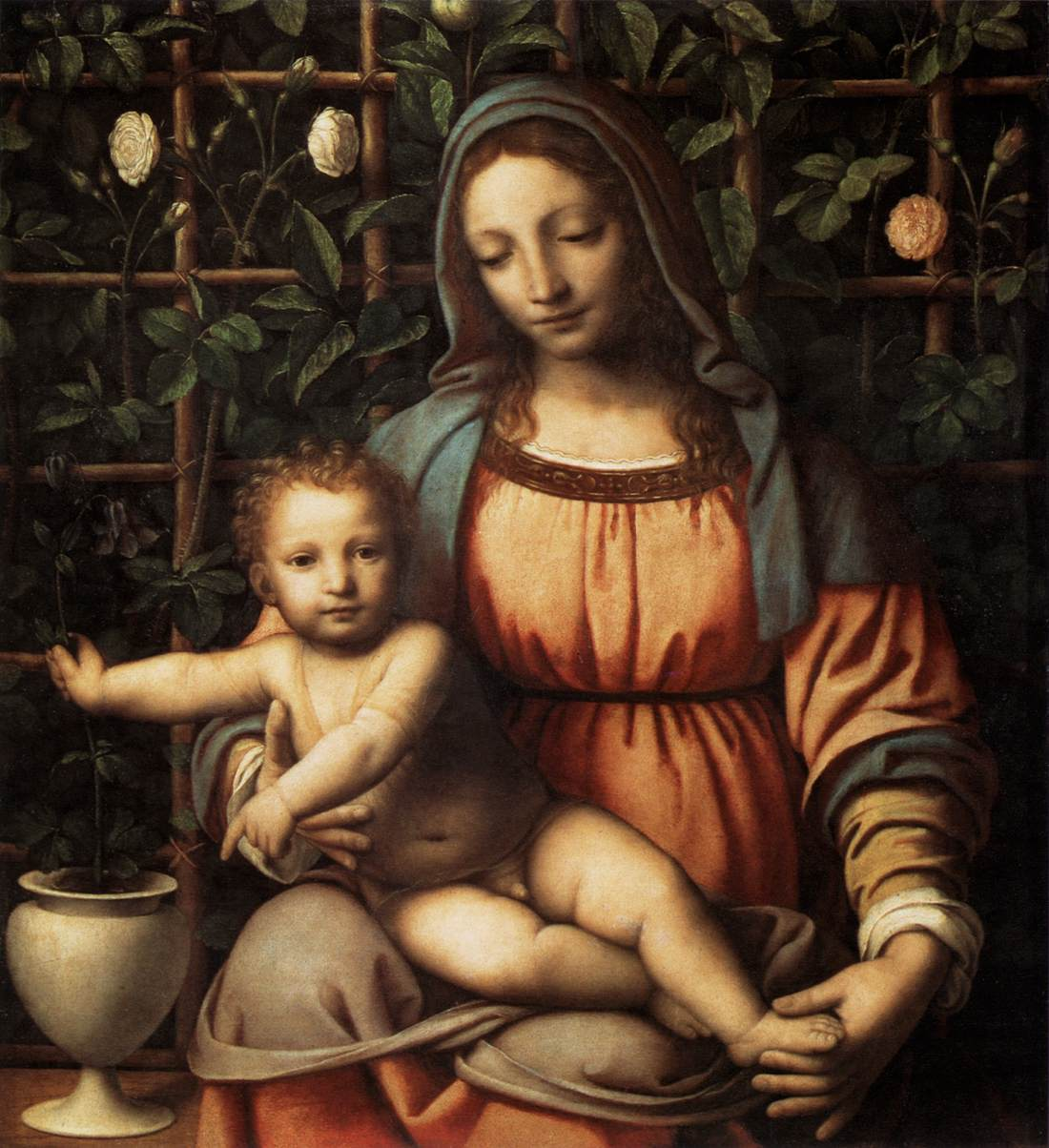
مادونا دل روزتو
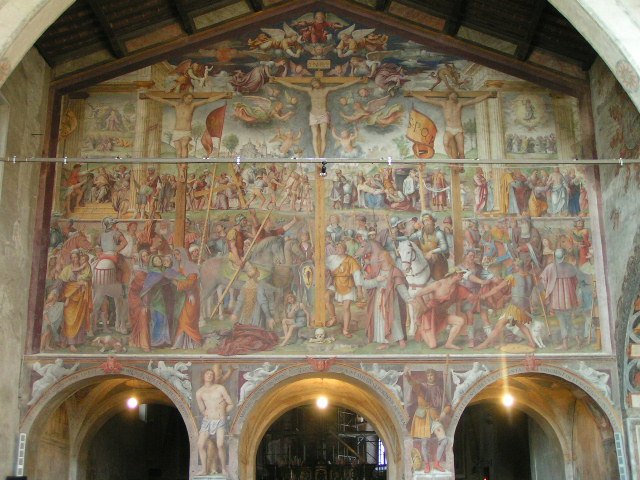
نمونه‌ای از تزئین‌های لوئینی در لوگانو
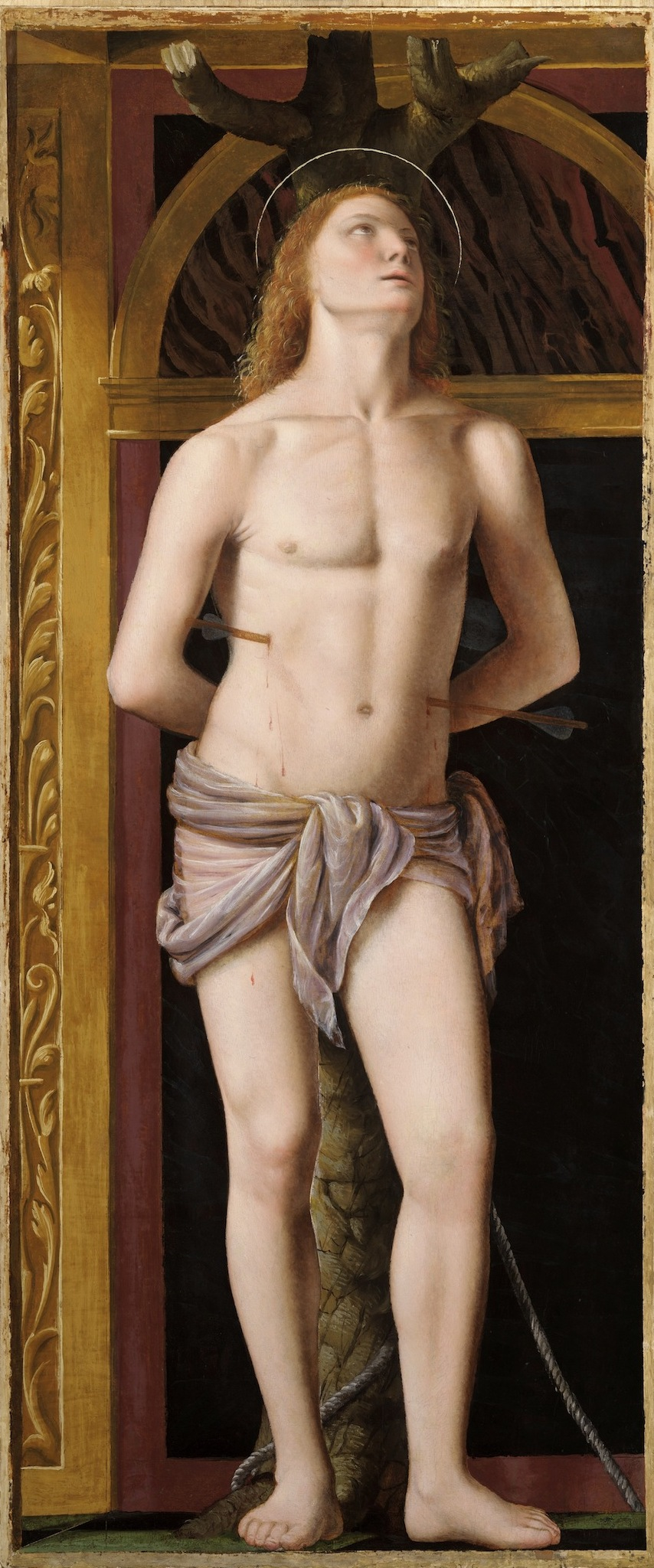
سان سباستیانو
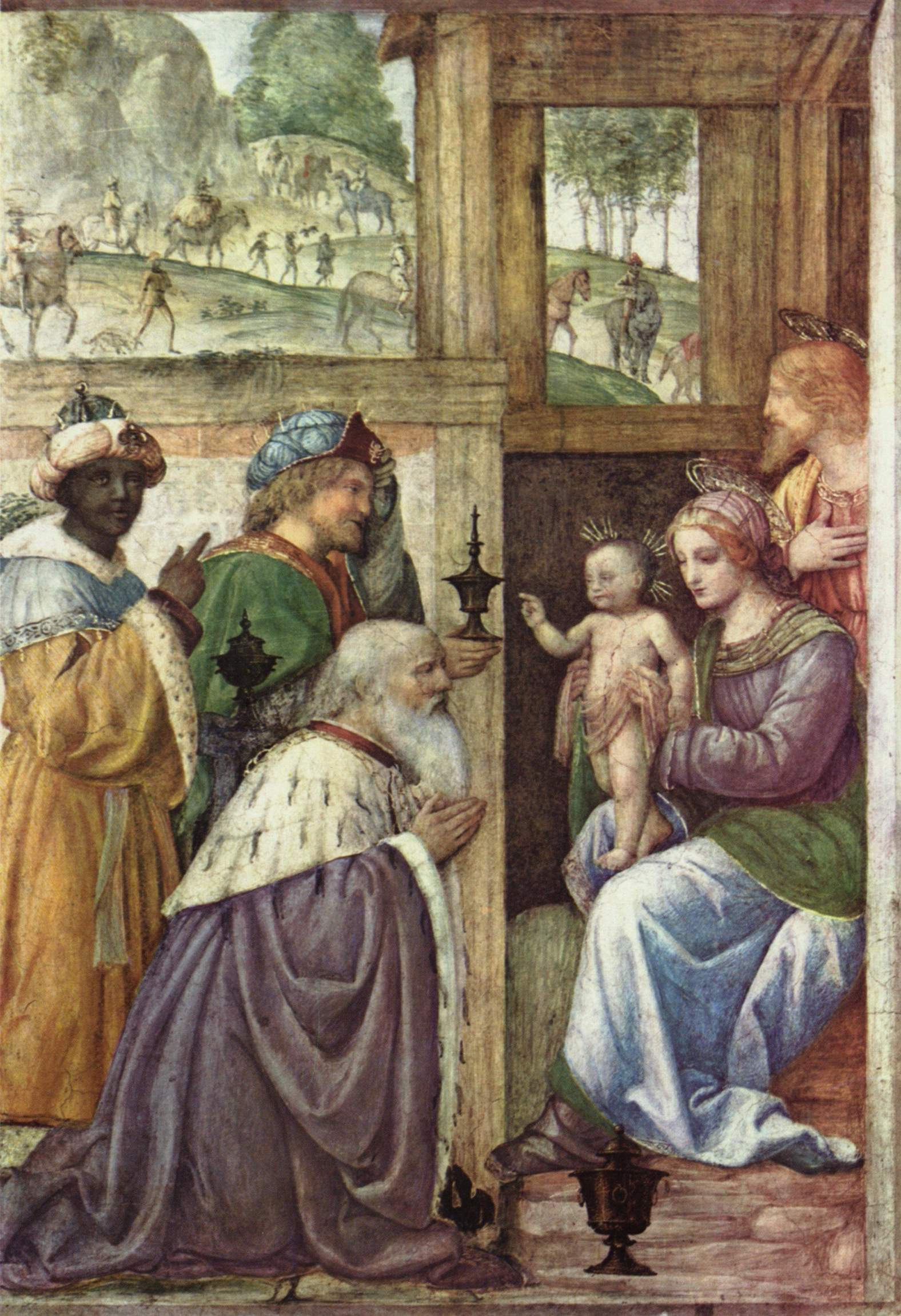
ستایش از مغ، فرسکو، ۱۵۲۰–۲۵، موزه لوور